# Frontera entre Eritrea y Yibuti
La frontera entre Yibuti y Eritrea se extiende unos 90 kilómetros entre Ras Doumera en el mar Rojo y el punto de unión formado por las fronteras de Etiopía, Eritrea y Yibuti en la cumbre del Mousa Ali.

## Delimitación
El punto litoral fijado entre Francia e Italia en 1891 en Doumera, se confirmó mediante un protocolo firmado en Roma el 24 de enero de 1900 entre el ministro de asuntos exteriores Emilio Visconti-Venosta y la embajadora francesa Camille Barrère. Prevé una línea entre Doumera y un punto a determinar ubicado a sesenta kilómetros de la costa.
Una delimitación sobre el terreno en febrero-marzo de 1901 estableció el 7 de marzo dicho límite occidental en Dadda'to. El acuerdo de delimitación final se firmó en Roma el 10 de julio de 1901 por Giulio Prinetti y Camille Barrere. Esta parte de la frontera nunca ha sido amojonada.
En 1949, Gran Bretaña, que administraba la Eritrea conquistada a Italia, no envió ningún delegado a una reunión organizada para la fijación del punto de intersección triple a la punta norte de la frontera, en «Adgueno-Garci». Quedó entonces indeterminado. 
La parte occidental de esta frontera fue demarcada y amojonada en 1954-1955, al final de la definición de la frontera entre Yibuti y Etiopía, entre el monte Mousa Ali y Gouagouya.
Durante las negociaciones de la frontera franco-etíope de 1954-1955, Etiopía se negó a amojonar la parte este de Gouagouya, considerando que pertenecía a Eritrea, y por lo tanto, la conexión se encontraba en Gouagouya o Dada’to. Esta es la posición que aún defendía a principios de la década de 2000, sin ser seguida por el tribunal de arbitraje internacional a cargo de definir la frontera entre Etiopía y Eritrea en 2002. Esta última tomó en cuenta la modificación, en la década de 1960, lo que entonces era una frontera interna entre Etiopía y Eritrea y colocaba su límite sur en la cima de Mousa Ali.
Entre Gouagouya y Dadda'to (3 kilómetros), se considera que la frontera sigue al thalweg del río.

## Trazado
La porción delimitada de esta frontera toma el curso siguiente (hitos 90 a 100): cumbre del monte Mousa Ali, de allí a los puntos Adguéno Garci, Dalhi-Koma, Gouagouya (hito 100 final de demarcación). 
Luego la frontera pasa por: thalweg de Wei'ima, Bissidiro línea recta hasta Douméra, la línea divisoria de las aguas del promontorio prolongada en el mar Rojo.

## Evolución
Este límite divide el espacio político del sultanato precolonial de Rehayto. Varios intentos de unificación fracasaron.
Yibuti y Eritrea se han enfrentado varias veces en la región fronteriza alrededor de Doumera, la última vez en 2008.